# Vratno
Vratno – wieś w Słowenii, w gminie Šentjernej. W 2018 roku liczyła 73 mieszkańców.